# Rivière Chassé
Pour les articles homonymes, voir Chassé (homonymie).
La rivière Chassé est un cours d'eau situé en Nouvelle-Beauce, au Québec (Canada). Son bassin versant draine Sainte-Marguerite, Sainte-Hénédine, Frampton et Saints-Anges. La rivière traverse le centre-ville de Sainte-Marie avant de se jeter dans la rivière Chaudière.

## Géographie
La rivière Chassé draine un territoire d'une superficie de 77,5 km2, recoupant les municipalités de Sainte-Marguerite, Sainte-Hénédine, Frampton, Saints-Anges et la ville de Sainte-Marie. Les lacs Bolduc, à Guy-Bourdon et à Emmanuel-Laliberté alimentent entre autres le cours d'eau,.
Un barrage à faible contenance interrompt le cours de la rivière à Sainte-Marie. Initialement construite en 1880, la structure de béton haute de 4,2 m et longue de 42,1 m retient un bassin de 8 064 m3.

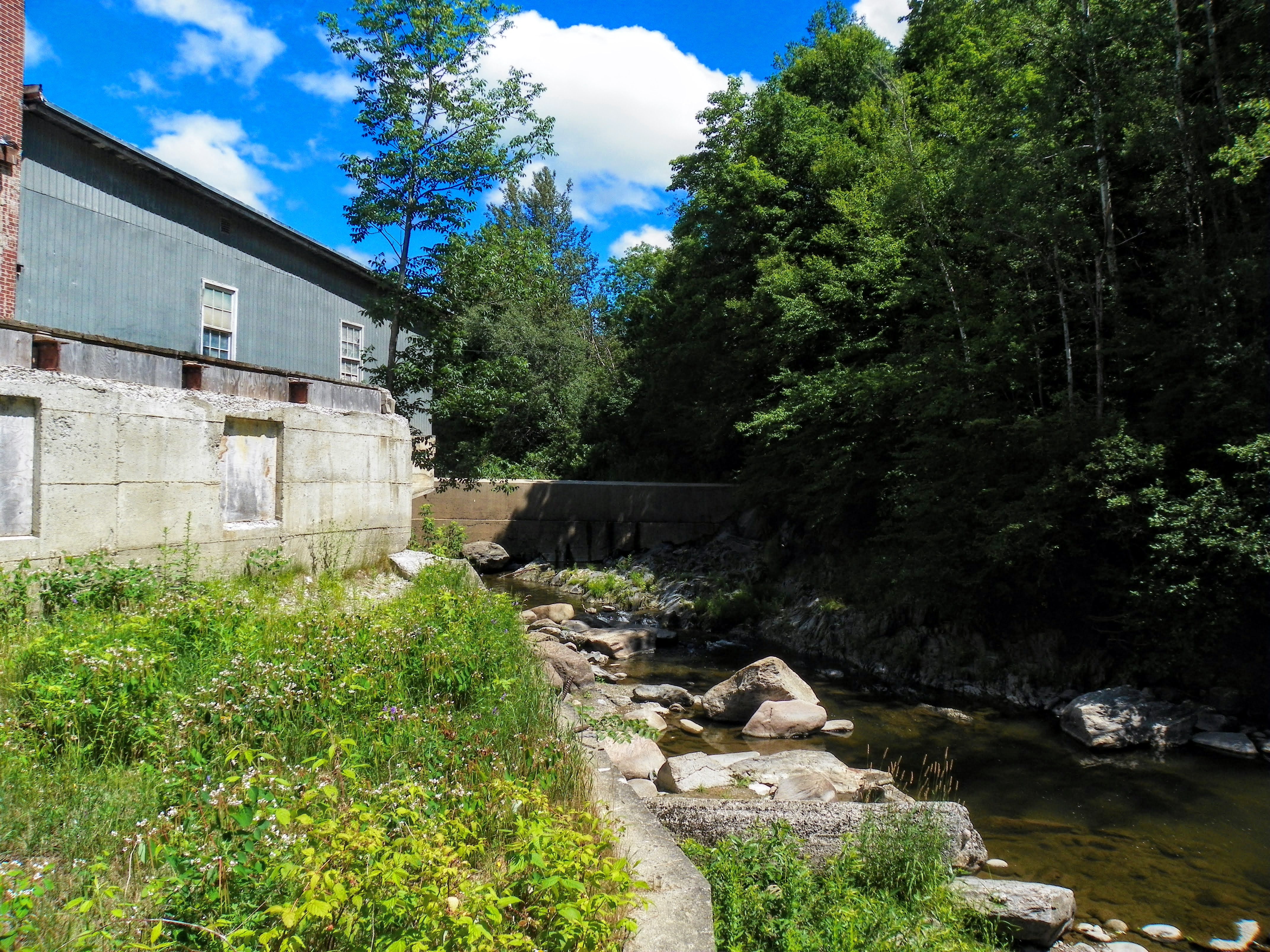
Barrage derrière l'ancien moulin à scie Chassé.

La rivière connaît des épisodes de débordement en raison de pluies torrentielles ou d'embâcles de glace,.
Une opération d'échantillonnage menée en 2004-2005 montrait des concentrations médianes d'azote à 1,32 mg/L, de carbone de source organique dissous à 4,1 mg/L, de phosphore à 0,005 mg/L, de solides en suspension à 2,0 mg/L (turbidité de 1,7 uTN).

## Histoire
Au xviiie siècle, le cours d'eau est identifié comme la rivière du Domaine, évoquant les terres où Thomas-Jacques Taschereau, seigneur de Sainte-Marie-de-la-Nouvelle-Beauce, avait construit son manoir, à la confluence de la Chassé et de la Chaudière. Taschereau y fait ériger un moulin en 1735.
À la fin du XIXe siècle, Charles Chassé et sa famille établissent le long des rives de la Chassé à Sainte-Marie de nombreuses industries qui tirent profit de la force hydraulique : moulins à scie et à carde, usines de boîtes à beurre, usine de tissage de couvertures de laine, etc. Ces usines sont en activité jusqu'au xxie siècle.

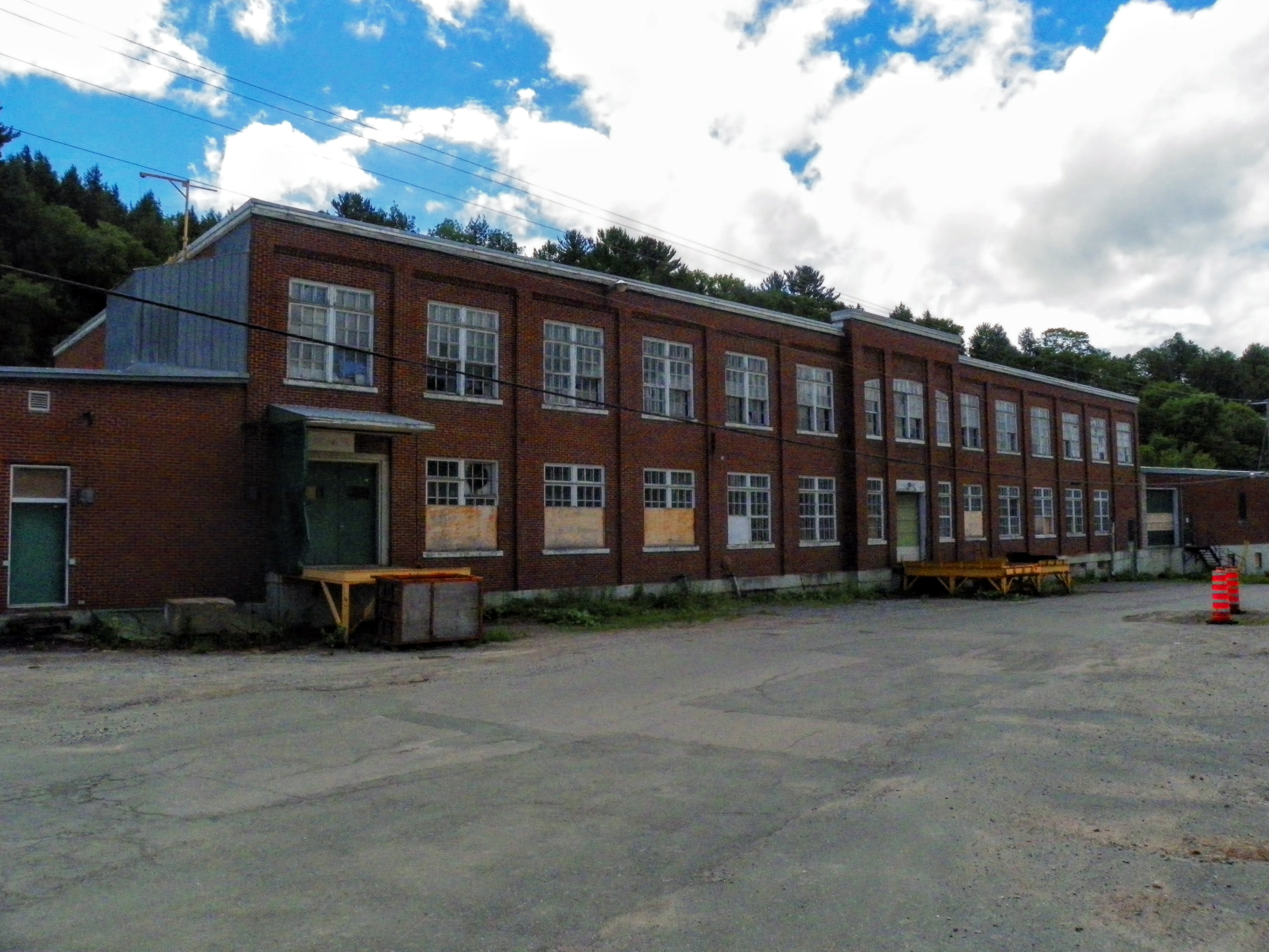
Un bâtiment de l'usine Chassé à Sainte-Marie avant sa démolition.

L'hydronyme « rivière Chassé » a été officialisé le 5 décembre 1968 par le gouvernement du Québec, sur recommandation de sa Commission de Géographie. Il était néanmoins en usage depuis au moins 1937, date à laquelle on recense la première mention cartographique qui suit de près le mandat à la mairie de Charles Chassé fils.
En 2014, la rivière sert temporairement de prise d'eau alimentant l'aqueduc de Sainte-Marie lors du déversement de pétrole qui a suivi l'accident ferroviaire de Lac-Mégantic.
Le pont autoroutier enjambant la rivière est doublé en 2015.